# Tiền công lao động

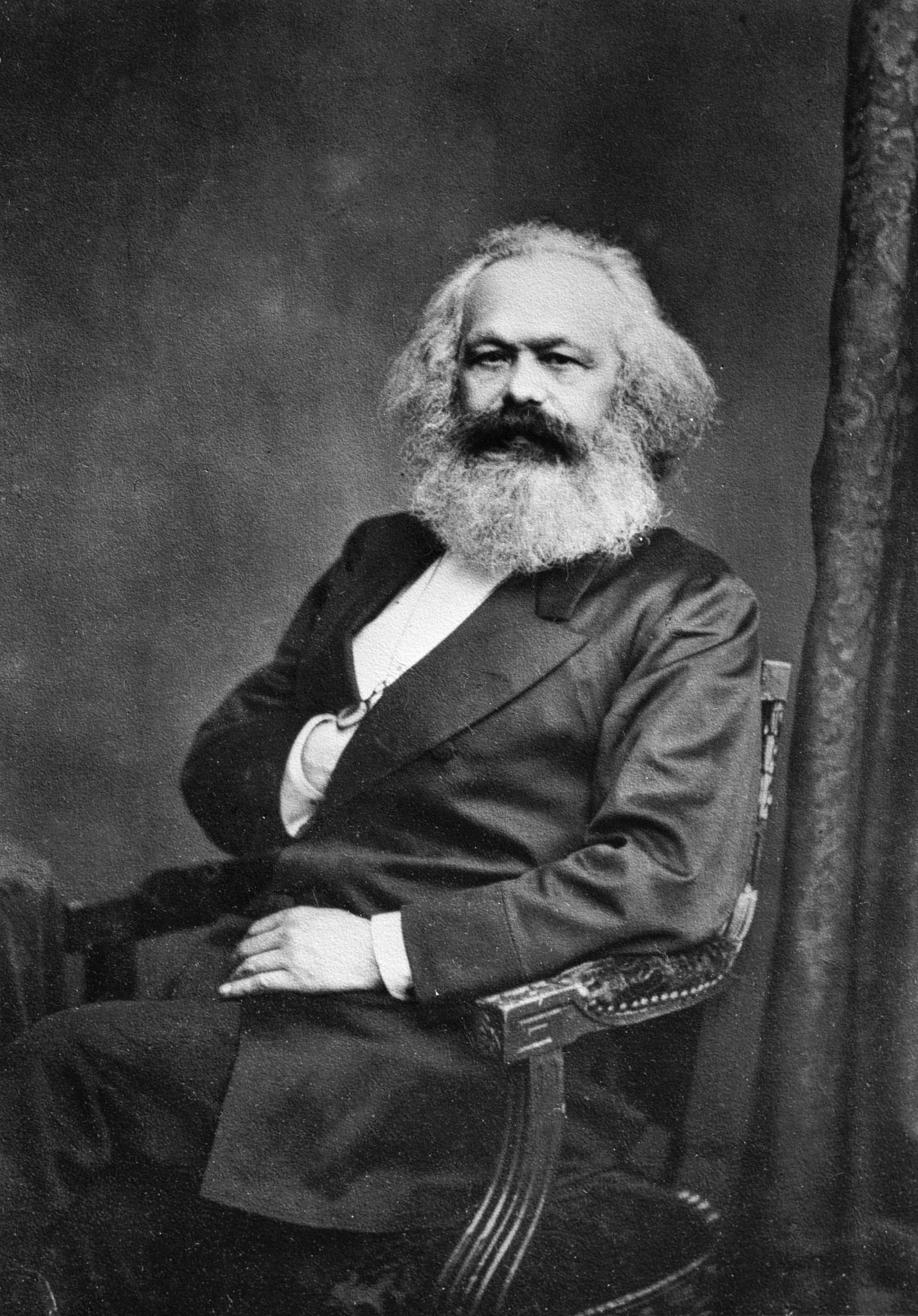
Mác - người đã nêu và phân tích khái niệm tiền công lao động

Tiền công lao động hay tiền công là biểu hiện bằng tiền của giá trị hàng hóa sức lao động và là giá cả của hàng hóa sức lao động. Theo K. Marx, tiền công không phải là giá trị hay giá cả của lao động, mà chỉ là giá trị hay giá cả của hàng hóa sức lao động.

## Hình thức
- Tiền công tính theo thời gian là hình thức tiền công tính theo thời gian lao động của công nhân dài hay ngắn (giờ, ngày, tuần, tháng).
- Tiền công tính theo sản phẩm là hình thức tiền công tính theo số lượng sản phẩm đã làm ra, hoặc số lượng công việc đã hoàn thành trong một thời gian nhất định.

Mỗi một sản phẩm được trả công theo một đơn giá nhất định, gọi là đơn giá tiền công. Để quy định đơn giá tiền công, người ta lấy tiền công trung bình một ngày của một công nhân chia cho số lượng sản phẩm của một công nhân sản xuất ra trong một ngày lao động bình thường. Tiền công tính theo sản phẩm, một mặt, giúp cho nhà tư bản trong việc quản lý, giám sát quá trình lao động của công nhân dễ dàng hơn, mặt khác, kích thích công nhân lao động tích cực, khẩn trương tạo ra nhiều sản phẩm để thu được lượng tiền công cao hơn.

## Phân loại
Tiền công danh nghĩa là số tiền mà người công nhân nhận được do bán sức lao động của mình cho nhà tư bản. Tiền công thực tế là tiền công được biểu hiện bằng số lượng hàng hóa tư liệu tiêu dùng và dịch vụ mà người công nhân mua được bằng tiền công danh nghĩa của mình. Tiền công danh nghĩa là giá cả hàng hóa sức lao động. Nó có thể tăng lên hay giảm xuống tuỳ theo sự biến động trong quan hệ cung - cầu về hàng hóa sức lao động trên thị trường. Trong một thời gian nào đó, nếu tiền công danh nghĩa vẫn giữ nguyên, nhưng giá cả tư liệu tiêu dùng và dịch vụ tăng lên hay giảm xuống thì tiền công thực tế giảm xuống hoặc tăng lên. Tiền công danh nghĩa là khoản tiền mà người lao động thỏa thuận với chủ doanh nghiệp khi kí hợp đồng giữa hai bên.
Có một sự thật là những người đang làm thuê cho người khác và có một "công việc thông thường" có thể được mô tả như "nô lệ tiền lương", bởi họ đang ở trong tình huống chỉ được trả tiền khi thực sự làm việc. Không làm việc, họ không nhận được tiền. Đa số mọi người đều làm như vậy tại một số thời điểm, và có nghĩa là bạn chỉ kiếm được tiền khi bạn hiện diện về thể chất ở nơi bạn làm việc. Công ty cũng có thể được bán lại vào một ngày nào đó và bất kỳ thành quả sáng tạo nào của người lao động do công ty sở hữu cũng có thể được bán lại trong tương lai. Trong khi đó, người lao động chỉ nhận được thu nhập tạm thời, vì khi ngưng việc, họ sẽ không có thu nhập nữa.